# Лопатодзьоб білогорлий
Лопатодзьоб білогорлий (Platyrinchus mystaceus) — вид горобцеподібних птахів родини тиранових (Tyrannidae). Мешкає в Центральній і Південній Америці. Виділяють низку підвидів.

## Опис

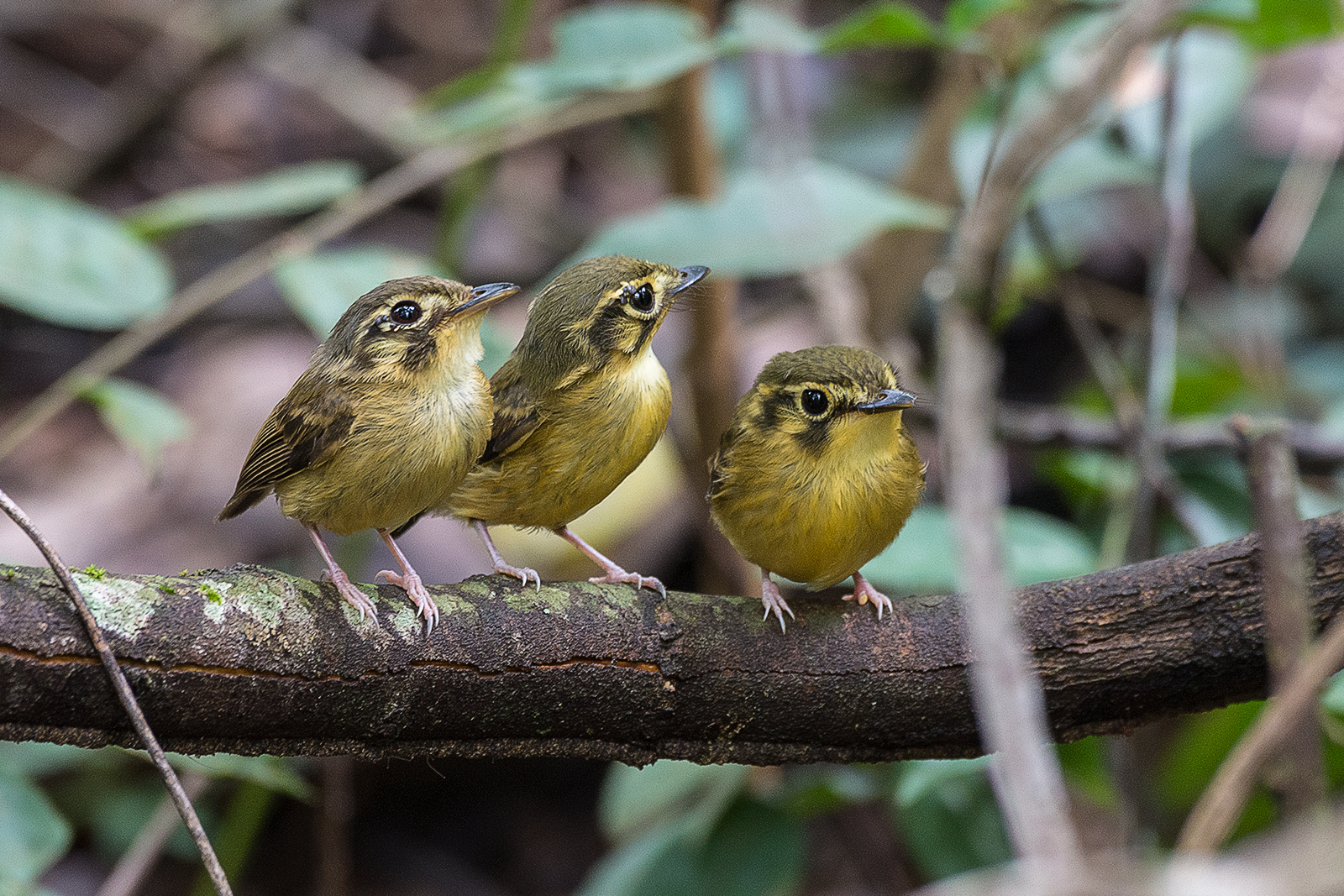
Білогорлі лопатодзьоби

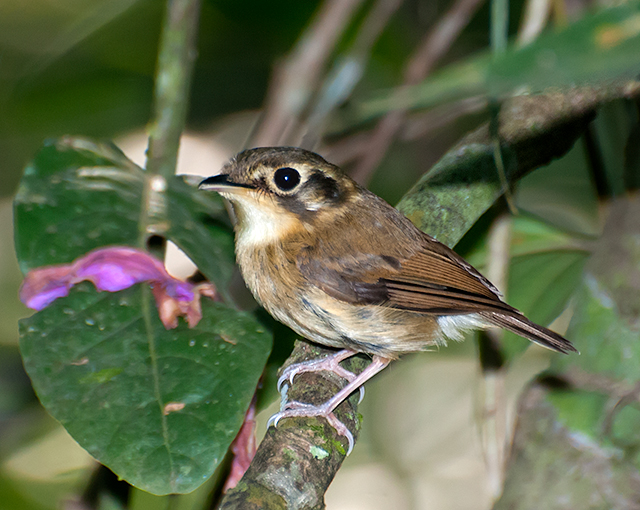
Білогорлий лопатодзьоб

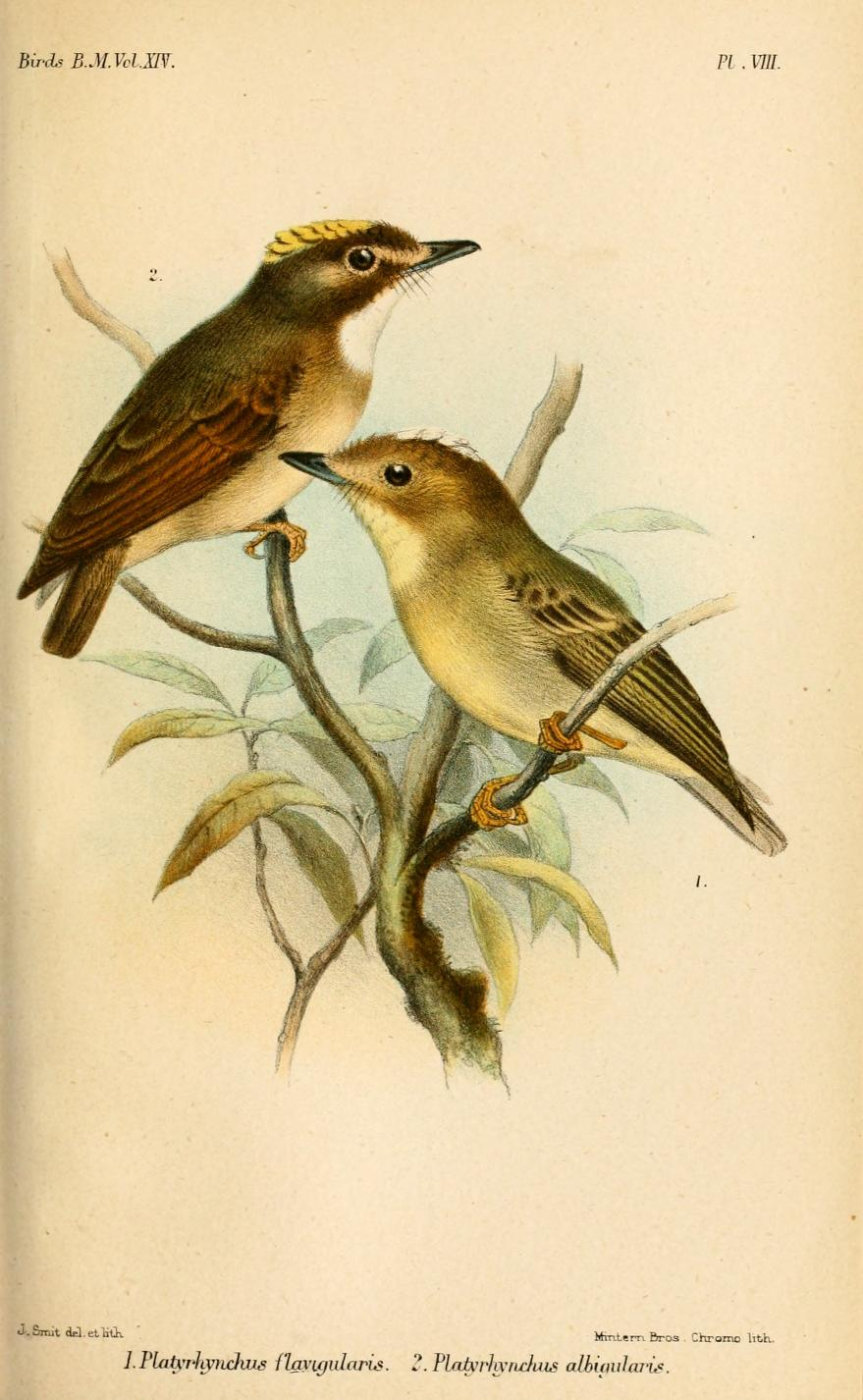
Білогорлий лопатодзьоб (зліва)

Довжина птаха становить 9-10,5 см, вага 7,5-11 г. Верхня частина тіла бурувато-оливкова, тім'я і скроні більш темні. У самців на задній частині тімені і потилиці яскраво-жовтий чуб, який може ставати дибки. Над очима довгі жовтуваті "брови", навколо очей жовті кільця. Підборіддя і горло білі, перед очима білі плями, на шиї з боків чорні смуги. Груди і боки рудувато-коричневі або оливково-коричневі. решта нижньої частини тіла охриста. Дзьоб широкий, плаский, чорний, знизу і на кінці роговий. Лапи світло-сірі.

## Підвиди
Виділяють чотирнадцять підвидів:
- P. m. neglectus (Todd, 1919) — Коста-Рика, Панама, північна і східна Колумбія та західна Венесуела (західна Тачира);
- P. m. perijanus Phelps & Phelps Jr, 1954 — гори Сьєрра-де-Періха;
- P. m. insularis Allen, JA, 1889 — північна Венесуела, Тринідад і Тобаго, локально у західній Гаяні і Французькій Гвіані;
- P. m. imatacae Zimmer, JT & Phelps, 1945 — гори Іматака (східна Венесуела);
- P. m. ventralis Phelps & Phelps Jr, 1955 — крайній південь Венесуели (гора Небліна) і сусідні райони на північному заході Бразилії;
- P. m. duidae Zimmer, JT, 1939 — тепуї на півдні і південному сході Венесуели (Яві, Дуїда[en], Рорайма) і крайня північ Бразилії (на північ від Ріу-Бранку);
- P. m. ptaritepui Zimmer, JT & Phelps, 1946 — тепуї на південному сході Венесуели (Сороропан[es], Птарі[es], Апрада[es]);
- P. m. albogularis Sclater, PL, 1860 — захід Колумбії і Еквадору;
- P. m. zamorae (Chapman, 1924) — схід Еквадору і Перу;
- P. m. partridgei Short, 1969 — крайній південний схід Перу (Пуно), північна і західна Болівія;
- P. m. mystaceus Vieillot, 1818 — південно-східна Бразилія (від півдня Мату-Гросу, центральної Парани і західної Санта-Катарини на до Ріу-Гранді-ду-Сул), схід Парагваю і північний схід Аргентини (Місьйонес, Коррієнтес);
- P. m. bifasciatus Allen, JA, 1889 — південно-західна Бразилія (від центрального Мату-Гросу на схід до центрального Гоясу), північна Болівія;
- P. m. cancromus Temminck, 1820 — східна Бразилія;
- P. m. niveigularis Pinto, 1954 — північно-східна Бразилія (від Параїби до Алагоаса).

Деякі дослідники виділяють низку підвидів у окреммий вид Platyrinchus albogularis.

## Поширення і екологія
Білогорлі лопатодзьоби поширені від Коста-Рики до Аргентини, однак відсутні в регіоні Амазонії. Вони живуть в густому чагарниковому і бамбуковому підліску вологих і сухих рівнинних і гірських тропічних лісів, серед ліан і епіфітів. Зустрічаються поодинці, переважно на висоті від 600 до 2000 м над рівнем моря. Часто приднуються до змішаних зграй птахів. Живляться комахами та іншими дрібними безхребетними, яких шукають серед рослинності. Гнізда чашоподібні або конусоподібні, глибокі. В кладці 2 яйця, насиджує лише самиця.